# Oásis (Tupi Paulista)
Oásis é um distrito do município brasileiro de Tupi Paulista, no interior do estado de São Paulo.

## História

### Formação administrativa
- Distrito criado pela Lei n° 233 de 24/12/1948, com sede no povoado de Tabajara Paulista e território desmembrado do distrito de Gracianópolis (atual Tupi Paulista)[3][4].

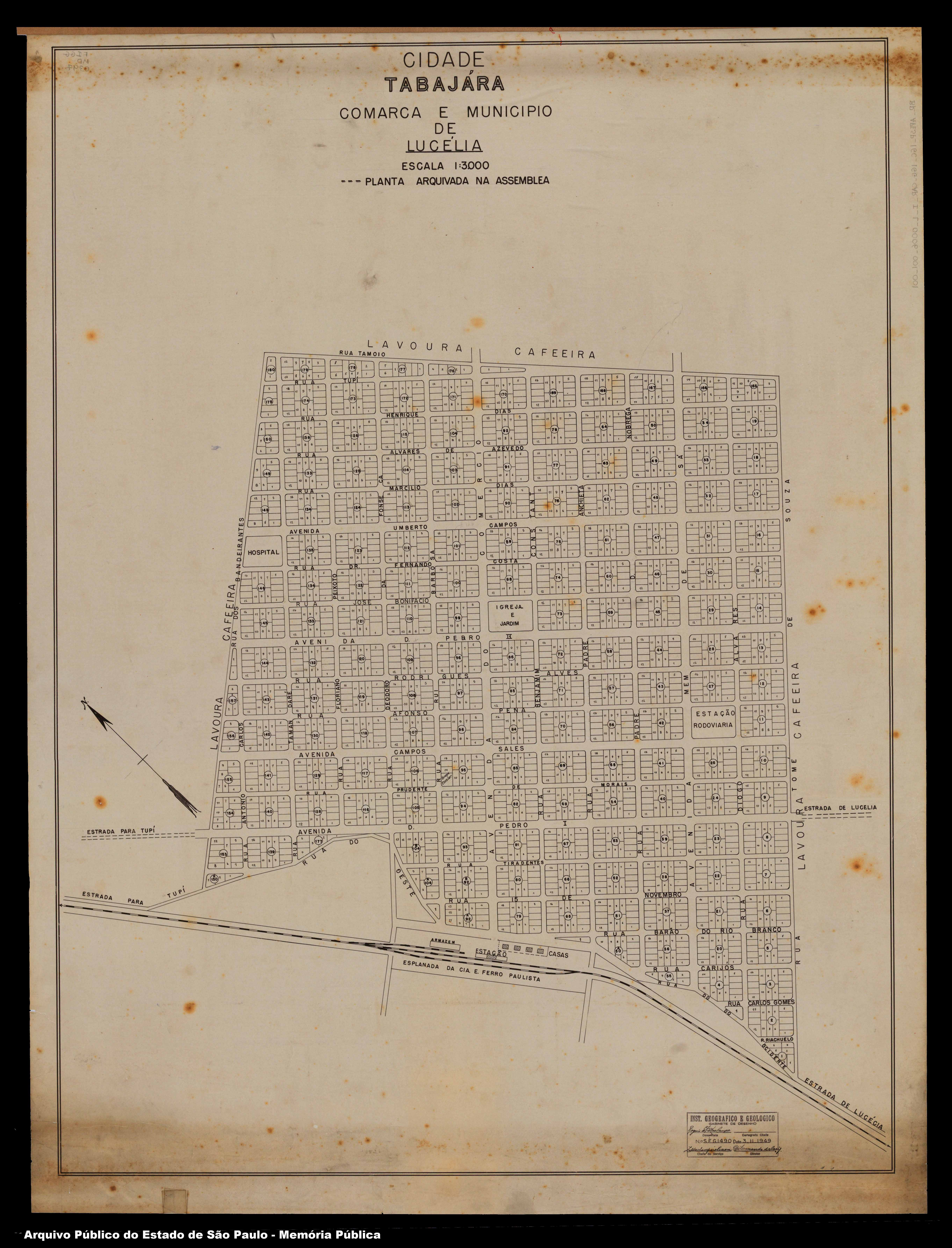
Planta da área urbana original.

## Geografia

### Demografia

#### População urbana
| Crescimento população urbana | Crescimento população urbana | Crescimento população urbana | Crescimento população urbana |
| Censo                        | Pop.                         |                              | %±                           |
| ---------------------------- | ---------------------------- | ---------------------------- | ---------------------------- |
| 1950                         | 545                          |                              | —                            |
| 1960                         | 134                          |                              | −75,4%                       |
| 1970                         | 53                           |                              | −60,4%                       |
| 1980                         | 48                           |                              | −9,4%                        |
| 1991                         | 22                           |                              | −54,2%                       |
| 2000                         | 31                           |                              | 40,9%                        |
| 2010                         | 30                           |                              | −3,2%                        |
| Fonte: IBGE e Fundação SEADE |                              |                              |                              |

#### População total
Pelo Censo 2010 (IBGE) a população total do distrito era de 448 habitantes.

### Área territorial
A área territorial do distrito é de 38,214 km².

### Rodovias
O principal acesso ao distrito é a estrada vicinal Dracena-Tupi Paulista.

## Serviços públicos

### Registro civil
Atualmente é feito na sede do município, pois o Cartório de Registro Civil das Pessoas Naturais do distrito foi extinto pelo  Tribunal de Justiça do Estado de São Paulo, e seu acervo foi recolhido ao cartório do distrito sede.

### Saneamento
O serviço de abastecimento de água é feito pela Prefeitura Municipal de Tupi Paulista.

### Energia
A responsável pelo abastecimento de energia elétrica é a Neoenergia Elektro, antiga CESP.

## Religião
O Cristianismo se faz presente no distrito da seguinte forma:

### Igreja Católica
- A igreja faz parte da Diocese de Marília[15].